# Austalis rhina
Austalis rhina är en tvåvingeart som beskrevs av Thompson 2003. Austalis rhina ingår i släktet Austalis och familjen blomflugor. Inga underarter finns listade i Catalogue of Life.